# 0-8-4
"0-8-4" é o segundo episódio da primeira temporada da série de televisão norte-americana Agents of S.H.I.E.L.D., baseada na organização S.H.I.E.L.D. (Superintendência Humana de Intervenção, Espionagem, Logística e Dissuasão, sigla em português) criada pela Marvel Comics. O episódio gira em torno do personagem Phil Coulson e sua equipe de agentes da S.H.I.E.L.D. que viajam até o Peru para investigar um objeto de origem desconhecida. O episódio é situado no Universo Cinematográfico Marvel (UCM), compartilhando a continuidade com os filmes e as demais séries de televisão da franquia; e foi escrito por Maurissa Tancharoen, Jed Whedon e Jeffrey Bell, e dirigido por David Straiton.
Clark Gregg reprisa seu papel como Phil Coulson da série de filmes e é acompanhado pelo elenco principal da série, composto por Ming-Na Wen, Brett Dalton, Chloe Bennet, Iain De Caestecker e Elizabeth Henstridge. O episódio se passa no Peru, estrelando a atriz convidada Leonor Varela como membro do exército peruano envolvido com o conflito em curso entre o governo peruano e as forças rebeldes. Instrumentos musicais étnicos do continente foram utilizados no episódio para enriquecer a ambientação, enquanto a tecnologia do Tesseract é transferida dos filmes para se conectar com o conflito. Samuel L. Jackson realiza uma participação especial reprisando seu papel da série de filmes.
"0-8-4" foi exibido originalmente na rede ABC em 1 de outubro de 2013 e, de acordo com a Nielsen Media Research, foi assistido por 13,17 milhões de telespectadores dentro de uma semana após seu lançamento. O episódio recebeu críticas principalmente positivas, com a aparição de Jackson sendo considerada um destaque por muitos por ser algo inesperado no episódio.

## Enredo
Começando imediatamente após o episódio anterior, "0-8-4" revela que Skye aceitou a oferta do Agente Phil Coulson para se juntar a sua equipe da S.H.I.E.L.D. como uma consultora. Embora os agentes Melinda May e Grant Ward se oponham a isso devido ao seu histórico hacktivista e à falta de experiência no treinamento da S.H.I.E.L.D., Coulson acredita que Skye pode ser um trunfo.
A equipe viaja até o Peru para investigar uma denúncia classificada como 0-8-4 (a designação da S.H.I.E..D. para "um objeto de origem desconhecida"). Eles encontram o objeto dentro de um antigo templo Inca, e os agentes Leo Fitz e Jemma Simmons determinam que o artefato foi feito pela Hidra: alimentado pela energia do Tesseract e extremamente volátil. Posteriormente, o exército nacional chega para reivindicar a arma para o governo peruano, liderado por Camilla Reyes, uma ex-colega de Coulson. Quando todos são atacados por rebeldes locais, os agentes da S.H.I.E.L.D. e alguns soldados do exército escapam com a arma para o avião que serve como base móvel dos agentes.
Enquanto estão a caminho de uma instalação secreta da S.H.I.E.L.D., as tensões entre os agentes e os soldados no avião ficam altas devido à má comunicação durante a luta. Isso diz respeito a Reyes, que decide dialogar com Coulson no intuito de garantir o 0-8-4 para o seu governo. Não demora para que todo o avião seja reivindicado pelos soldados e os agentes presos sob a custódia de Camilla. Juntos, os agentes elaboram um plano para ativar a arma, o que acaba criando um buraco no avião. A queda de pressão abre as portas interiores, permitindo que os agentes subjuguem os soldados. Na instalação, Reyes e seus homens são encarcerados e o 0-8-4 é lançado no Sol em um foguete. A equipe assiste o lançamento juntos, comemorando seus esforços combinados, enquanto Ward concorda em supervisionar Skye e treiná-la para a S.H.I.E.L.D. Secretamente, Skye confirma sua lealdade ao grupo hacktivista Maré Crescente.
Em uma cena pós-crédito, o diretor da S.H.I.E.L.D. Nick Fury repreende Coulson pelos danos causados ao avião durante a luta e expressa suas dúvidas sobre a lealdade de Skye.

## Produção

### Desenvolvimento e escolha do elenco
Em junho de 2013, Samuel L. Jackson manifestou interesse em fazer uma participação na série como Nick Fury, o diretor da S.H.I.E.L.D., reprisando seu papel dos filmes do UCM, o que resultou na sua aparição no final deste episódio. O produtor executivo Jeph Loeb disse: "Havia, obviamente, uma série de lugares que pensávamos que o Nick Fury teria um grande impacto no show, mas quanto mais falamos sobre isso, [o que mais queríamos] levávamos ele muito cedo, então seria meio que batizar o show, legitimá-lo à sua maneira." Foi um desafio para os showrunners manterem o cameo de Jackson como surpresa devido a "esta era de tweets e spoilers".
Em outubro, a Marvel revelou que o título do episódio seria "0-8-4", e que seria escrito pelos produtores executivos Maurissa Tancharoen, Jed Whedon e Jeffrey Bell, com a direção ficando em cargo de David Straiton. O lançamento confirmou os principais membros do elenco: Clark Gregg, Ming-Na Wen, Brett Dalton, Chloe Bennet, Iain De Caestecker e Elizabeth Henstridge estrelaram como Phil Coulson, Melinda May, Grant Ward, Skye, Leo Fitz e Jemma Simmons, respectivamente. O elenco convidado incluiu Leonor Varela e Carlos Leal como Camilla Reyes e um arqueólogo, respectivamente.

### Música
O compositor Bear McCreary teve uma orquestra maior para trabalhar em "0-8-4" do que a feita em "Pilot", permitindo que ele criasse uma nota muito mais "tradicional e, às vezes, mais grandiosa"; No entanto, ele também optou por expandir o uso de seu sintetizador para ser "mais robusto e agressivo". O cenário sul-americano também permitiu que componentes étnicos do continente ingressasse nas faixas, com o auxílio de frequentes colaboradores de McCreary, M.B. Gordy e Chris Bleth, que tocaram tambores de sons tribais e sopraram flautas, respectivamente. O guitarrista Ed Trybek também gravou para o episódio, tocando várias guitarras sul-americanas, incluindo timple e charango.

### Conexões com o Universo Cinematográfico Marvel
A arma que dá título ao episódio é alimentada pelo Tesseract, o macguffin dos filmes Captain America: The First Avenger e The Avengers, e foi produzido pela Hidra, uma organização fictícia que também apareceu em Captain America: The First Avenger. É afirmado no episódio que o último objeto de origem desconhecida que S.H.I.E.L.D. encontrou foi "um martelo", referindo-se à arma Mjölnir que Coulson descobriu durante os eventos de Thor. Além disso, Coulson designa Skye como a consultora da equipe, a mesma função que a S.H.I.E.L.D. designou para Tony Stark durante Homem de Ferro 2, The Avengers e o Marvel One-Shot intitulado The Consultant.

## Lançamento

### Transmissão
"0-8-4" foi exibido originalmente nos Estados Unidos pela rede ABC em 1 de outubro de 2013. A transmissão americana ocorreu simultaneamente com a canadense pela CTV, enquanto foi exibido pela primeira vez no Reino Unido pelo Channel 4 em 4 de outubro de 2013. O episódio estreou na Austrália pela Seven Network em 2 de outubro de 2013.

### Home media
O episódio, juntamente com os demais da primeira temporada de Agents of S.H.I.E.L.D., foi lançado em DVD e Blu-ray em 9 de setembro de 2014. Os recursos de bônus incluem vídeos especiais gravados nos bastidores, comentários de áudio, cenas excluídas entre outros. O conteúdo foi lançado na Região 2 em 20 de outubro e na Região 4 em 11 de novembro de 2014. Em 20 de novembro de 2014, o episódio ficou disponível para transmissão na Netflix.

## Recepção

### Audiência
Nos Estados Unidos, o episódio recebeu um índice de 3.3/10 porcento de adultos entre as idades de 18 e 49, o que significa que foi visto por 3.3 por cento de todas as casas domiciliares e 10 porcento de todos que estavam assistindo televisão no momento da transmissão. Foi assistido por 8,66 milhões de telespectadores. A transmissão canadense ganhou 1,83 milhões de telespectadores, o quarto mais alto desse dia e o décimo segundo maior da semana. A estreia no Reino Unido teve 3,08 milhões de telespectadores, e na Austrália, teve 2.8 milhões de telespectadores, incluindo 1.3 milhão de telespectadores que gravaram o show. Dentro de uma semana após o lançamento, o episódio foi assistido por 13,17 milhões de telespectadores dos Estados Unidos, número acima da média da temporada que ficou em 8.31.

### Resposta da crítica
A MTV.com fez uma análise positiva, dizendo: "Se o capítulo de hoje a noite deu alguma indicação, é a de que o elenco em breve poderá suportar seu próprio peso, fazendo o Coulson ficar orgulhoso e o público se sentar e prestar atenção", e o comparou positivamente com Tarzan, Beastmaster e Mutant X. Terri Schwartz, da Zap2it, também fez uma análise particularmente positiva do episódio, elogiando tanto as conexões com os filmes, incluindo o cameo de Jackson, e o desenvolvimento interno da série, como o da personagem Skye e a equipe como um todo. Dan Casey, do Nerdist, disse que o "'0-8-4' foi um segundo episódio forte, que corrigiu o curso de alguns dos erros do [episódio] piloto". Ele elogiou a "mistura sólida de ação, desenvolvimento de personagens e humor" e concluiu que o episódio era "televisão genuinamente agradável". Eric Goldman da IGN avaliou o episódio com 7.5 de 10, comparando-o positivamente com Esquadrão Classe A e Indiana Jones, louvando sua autoconsciência, o cameo de Jackson e o desenvolvimento do personagem Coulson, contudo, ele também criticou a falta de desenvolvimento para os outros personagens, especificamente Fitz e Simmons.
Oliver Sava do The A.V. Club disse que o episódio "é uma hora adequada de televisão de ação e aventura, mas nos primeiros 59 minutos estão faltando a centelha da cena pós-créditos.", vendo espaço para melhoria de todos os membros do elenco, concluiu que o show cai "em algum lugar entre Firefly e Dollhouse no espectro das influências de TV de Whedon". Graeme Virtue do The Guardian disse que Gregg era o "agente mais ativo da S.H.I.E.L.D.", e que achou o cameo de Jackson uma "emoção", mas que "o enredo de algumas coisas podem ser sentidas um pouco inconsequentes". Marc Bernardin, escrevendo para o The Hollywood Reporter, elogiou a escala do episódio, descrevendo-o como vindo "fora da casa como um blockbuster", mas criticou suas ambições, perguntando: "Esse show não deveria ser, bem, mais pé no chão? … Agents of S.H.I.E.L.D. precisa se libertar, o que é bom, e não apenas ser algo procedural". Ele também destacou que Skye e May estavam desentendida e subdesenvolvida, respectivamente, como personagens, e ele sentiu que o cameo de Jackson "deu toda a coisa um veredito que, na verdade, não ganhou". Jim Steranko, conhecido pelo seu trabalho em Nick Fury, Agent of S.H.I.E.L.D., declarou que o episódio era "mais suave" [do que o "Pilot"], embora fosse algo mais formular". Ele criticou o enredo e os personagens, mas elogiou o cameo de Jackson como "um lembrete eletrizante do que a série poderia e deveria ser".